# Goya/Ehrenpreis

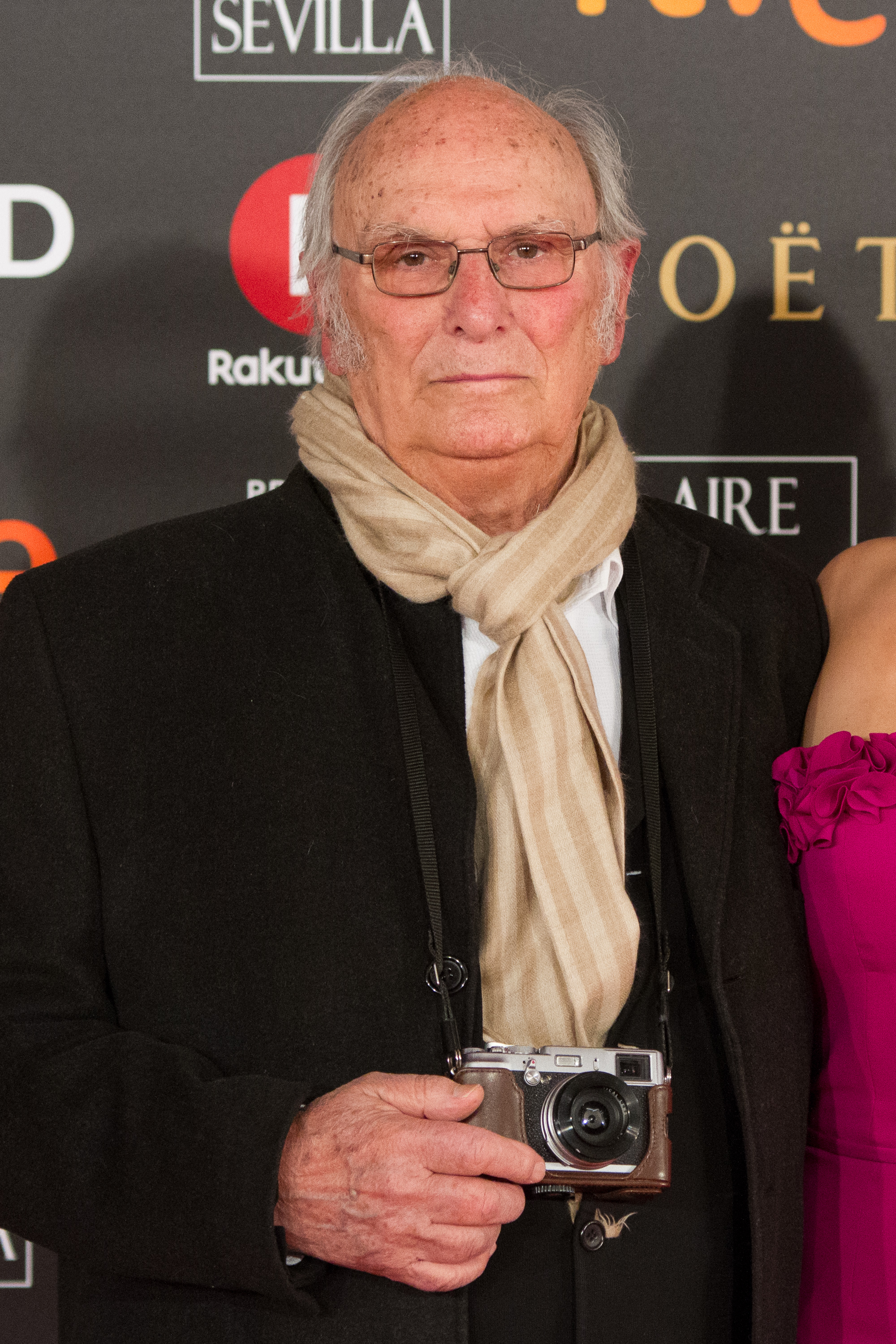
Wurde 2023 einen Tag nach seinem Tod mit dem Ehren-Goya gewürdigt: Der Regisseur Carlos Saura (2018)

Gewinner des spanischen Filmpreises Goya als Ehrenpreis (Goya de honor) seit der ersten Verleihung im Jahr 1987. Ausgezeichnet werden Persönlichkeiten für herausragende Leistungen und Verdienste um den spanischen Film.

## 1980er Jahre
- 1987: José Aguayo, spanischer Kameramann
- 1988: Rafaela Aparicio, spanische Schauspielerin
- 1989: Imperio Argentina, spanische Schauspielerin

## 1990er Jahre
- 1990: Victoriano Cruz Delgado, Direktor des Instituto de Investigaciones y Experiencias Cinematográficas (I.I.E.C.)
- 1991: Enrique Alarcón, spanischer Szenenbildner
- 1992: Emiliano Piedra, spanischer Filmproduzent
- 1993: Manuel Mur Oti, spanischer Regisseur und Drehbuchautor
- 1994: Tony Leblanc, spanischer Schauspieler
- 1995: José María Forqué, spanischer Regisseur und Drehbuchautor
- 1996: Federico G. Larraya, spanischer Kameramann
- 1997: Miguel Picazo, spanischer Regisseur und Schauspieler
- 1998: Rafael Azcona, spanischer Drehbuchautor
- 1999: Rafael Alonso, spanischer Schauspieler

## 2000er Jahre
- 2000: Antonio Isasi-Isasmendi, spanischer Drehbuchautor, Regisseur, Filmeditor und Filmproduzent
- 2001: José Luis Dibildos, spanischer Drehbuchautor und Filmproduzent
- 2002: Juan Antonio Bardem, spanischer Regisseur und Drehbuchautor
- 2003: Manuel Alexandre, spanischer Schauspieler
- 2004: Héctor Alterio, argentinischer Schauspieler
- 2005: José Luis López Vázquez, spanischer Schauspieler
- 2006: Pedro Masó, spanischer Drehbuchautor und Filmproduzent
- 2007: Tadeo Villalba, spanischer Produktionsleiter und Filmproduzent
- 2008: Alfredo Landa, spanischer Schauspieler
- 2009: Jess Franco, spanischer Filmemacher und Schauspieler

## 2010er Jahre
- 2010: Antonio Mercero, spanischer Regisseur und Drehbuchautor
- 2011: Mario Camus, spanischer Regisseur und Drehbuchautor
- 2012: Josefina Molina, spanische Regisseurin und Drehbuchautorin
- 2013: Concha Velasco, spanische Schauspielerin, Tänzerin, Sängerin und Fernsehmoderatorin
- 2014: Jaime de Armiñán, spanischer Regisseur und Drehbuchautor
- 2015: Antonio Banderas, spanischer Schauspieler, Regisseur und Filmproduzent
- 2016: Mariano Ozores, spanischer Regisseur und Drehbuchautor
- 2017: Ana Belén, spanische Schauspielerin und Sängerin
- 2018: Marisa Paredes, spanische Schauspielerin
- 2019: Narciso Ibáñez Serrador, uruguayisch-spanischer Film- und Fernsehregisseur

## 2020er Jahre
- 2020: Marisol, spanische Schauspielerin und Sängerin
- 2021: Ángela Molina, spanische Schauspielerin
- 2022: José Sacristán, spanischer Schauspieler
- 2023: Carlos Saura, spanischer Regisseur (postum)
- 2024: Juan Mariné, spanischer Kameramann
- 2025: Aitana Sánchez-Gijón, spanisch-italienische Schauspielerin